# Tietomaa
Le Centre scientifique Tietomaa (en finnois : Tiedekeskus Tietomaa) est historiquement le premier centre scientifique de Finlande.

## Description
Il est situé dans le quartier de Myllytulli à 700 mètres de la gare d'Oulu.
Il est installé dans l’ancienne usine de cuir des frères Åström. 
L’objectif de Tietomaa  est de présenter les avancées techniques et scientifiques de façon humoristique et intéressante du point de vue de chacun.
Le centre a aussi un cinéma géant qui présente régulièrement des films de 8/70 mm qui sont semblables aux films que l'on projette dans les cinémas IMAX.

## Histoire
Il est ouvert au public le 29 juin 1988.
En décembre 1984, un groupe de travail formé par le conseil municipal d'Oulu commence à préparer la fondation du  "Pays des ordinateurs" (en finnois : Tietokonemaa).
On cherche à associer au projet des sociétés ayant une grande connaissance de l'informatique.
L'été 1985 on fonde la société Tietomaa Oy dont les actions sont acquises entre autres par la Ville d'Oulu, Nokia et Valmet.
En 2003, Tietomaa a reçu 65200 visiteurs.
En 2007, le centre a accueilli son millionième visiteur.

## Galerie

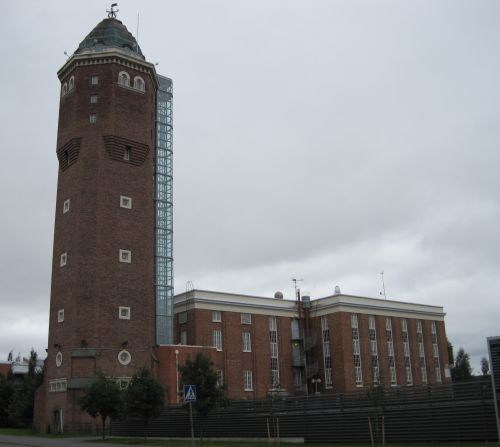
Le Centre scientifique Tietomaa
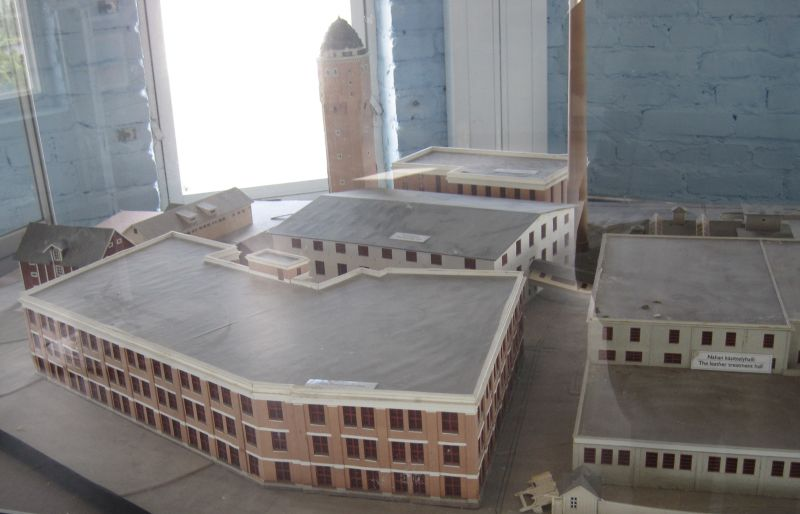
Maquette de l'usine des frères Åström.